# Feels
Feels ist das sechste Studioalbum der Experimentalband Animal Collective aus Baltimore. Es erschien im September 2005 auf FatCat Records. Es wurden zwei Singles, "Grass" und "The Purple Bottle", auf demselben Label ausgekoppelt. Das Album gilt als Durchbruch für die Band und machte sie international bekannt.
Die ersten Kopien des Albums enthielten eine Bonus-CD mit Live-Material.

## Entstehungsgeschichte und Tour
Das Album ist erneut eine Zusammenarbeit aller vier Mitglieder. Zudem waren bekannte Gastmusiker bei der Produktion des Albums präsent: Zum einen sang die frühere múm-Frontfrau Kristín Anna Valtýsdóttir und der amerikanische Komponist und Multi-Instrumentalist Eyvind Kang ist auf dem Album ebenfalls zugegen.

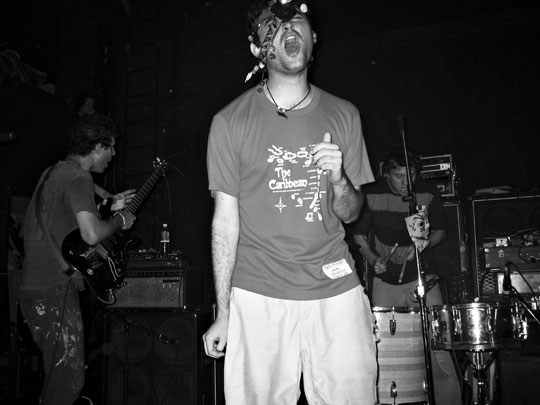
Animal Collective live 2006

Der Veröffentlichung von Feels folgte die bis dahin längste Tour der Band, die bis in den Herbst 2006 reichte und sie erstmals nach Australien und Neuseeland führte. Sie traten in ganz Nordamerika und auf vielen europäischen Festivals auf, unter anderem als Headliner im Carling Tent der Reading and Leeds Festivals. Auf diesen Touren spielten sie auch viele Lieder, die später auf dem Album Strawberry Jam vertreten waren.

## Cover
Das Cover erinnert an Arbeiten des Künstlers Henry Darger. Der Ersteller des Covers, der Animal Collective-Sänger Dave Portner (alias Avey Tare), ist ein großer Fan von Darger's Werken, doch dachte nicht an Darger, als er das Cover kreierte. Er fand einen Benimmführer für Kinder auf der Straße und dachte, "die Bilder passten perfekt zum Klang und den Texten" des Albums.

## Rezeption
Das Album wurde von der Redaktion von Amazon.com als eines der besten 100 Alben 2005 gewählt und erschien auch auf der Pitchfork-Media-Liste der besten 200 Alben der 2000er auf Platz #50. Pitchfork bewertete das Album auch mit 9,0/10 Punkten.
Bei Plattentests.de wurden 8/10 Punkte an das Album vergeben und dort schreibt Stefan Färber über das Album:

„"Feels" ist gerade verglichen mit dem Meisterwerk "Here Comes the Indian" ein gehöriger Schritt in Richtung Pop, schafft es aber gleichzeitig, die alten, typischen Qualitäten Animal Collectives in sich zu konservieren. Praise the old weird America.“

## Titelliste
1. Did You See the Words – 5.15
2. Grass – 2.59
3. Flesh Canoe – 3.44
4. The Purple Bottle – 6.48
5. Bees – 5.38
6. Banshee Beat – 8.22
7. Daffy Duck – 7.34
8. Loch Raven – 4.59
9. Turn Into Something – 6.29

### Limitierte Bonus-CD
In kleiner Schrift sind die jeweiligen Konzertdaten angegeben, an denen die Tracks aufgenommen wurden.
1. Banshee Beat - 8.22 (April 23, 2005, Haverford, PA)
2. Loch Raven - 4.59 (April 23, 2005, Haverford, PA)
3. Did You See the Words - 6.31 (November 18, 2004, Chapel Hill, NC)
4. Wastered - 3.50 (November 11, 2004, Toronto, ON)

### Vinyl

#### Seite A
1. Did You See the Words - 5.15
2. Grass - 2.59
3. Flesh Canoe - 3.44

#### Seite B
1. The Purple Bottle - 6.48
2. Bees - 5.38

#### Seite C
1. Banshee Beat - 8.22
2. Daffy Duck - 7.34

#### Seite D
1. Loch Raven - 4.59
2. Turn Into Something - 6.29